# 阿拉尼
阿拉尼（Arani），是印度泰米尔纳德邦Thiruvallur县的一个城镇。总人口12577（2001年）。

## 人口
该地2001年总人口12577人，其中男性6294人，女性6283人；0—6岁人口1463人，其中男753人，女710人；识字率63.68%，其中男性为72.37%，女性为54.97%。